# LA Ink
LA Ink is een Amerikaans realityprogramma over de dagelijkse bezigheden van tatoeagestudio High Voltage Tattoo in Los Angeles. Het programma is een spin-off van Miami Ink. Het programma werd op de Amerikaanse televisie voor het eerst uitgezonden op 7 augustus 2007 en liep vier seizoenen, tot 15 september 2011. LA Ink wordt in de Verenigde Staten uitgezonden op TLC. In Nederland werd LA Ink in eerste instantie op Discovery Channel uitgezonden, en vanaf 2011 op TLC.

## Geschiedenis

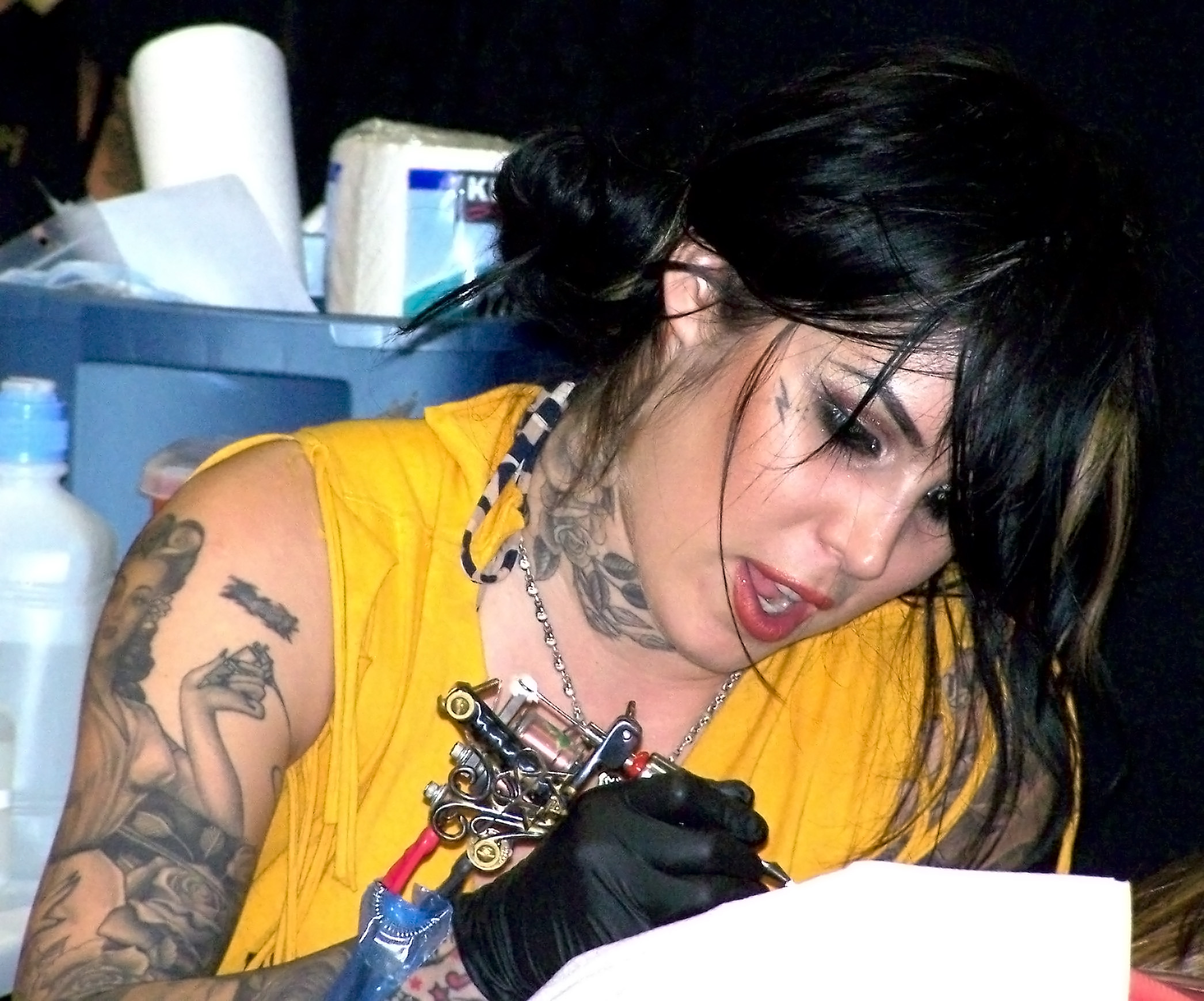
Kat Von D aan het werk (2007)

De studio is eigendom van tatoeëerder Kat Von D, die eerder te zien was in Miami Ink. In 2007 verliet zij het televisieprogramma na een woordenwisseling met Miami Ink-eigenaar Ami James en keerde zij terug naar Los Angeles, waar zij een eigen studio opende. TLC bood haar daarna een eigen televisieprogramma aan. Kat Von D werkt in haar eigen studio samen met Corey Miller, Hannah Aitchison, Kim Saigh en Kats beste vriendin Pixie Acia, die manager van de studio was.
Pixie werd ontslagen als manager en verliet het programma aan het einde van het tweede seizoen, na een discussie met een andere medewerker, die zei dat zij haar werk niet goed genoeg deed. In de loop van de serie verlieten eveneens Aitchison en Saigh de tatoeagestudio. Ze werden vervangen door onder anderen Dan Smith en Amy Nicoletto. Miller en Nicoletto stapten uiteindelijk beiden over naar tatoeagesalon van Craig Jackman. Vanaf seizoen drie werden eveneens de beslommeringen in Jackmans tatoeagesalon, American Electric, gevolgd.
In elke aflevering zijn verschillende klanten te zien, met hun verhalen en motivatie om een tatoeage te laten zetten. Daarnaast wordt aandacht besteed aan het persoonlijke leven van de verschillende tatoeëerders met het onderliggende idee van vrouwelijke emancipatie in een door mannen gedomineerde industrie.